# 鈴木近成
鈴木 近成（Motonari Suzuki、1989年12月16日 - ）は、日本、栃木県宇都宮市出身の元自転車競技（ロードレース）選手。

## 来歴
作新学院高等学校、法政大学経営学部卒業。
2009年、法政大学在学中
- 2009年境川サイクルトラックレース大会 スプリントで8位、ケイリンで2位。
- 第49回東日本学生選手権自転車競技大会 男子スプリント 5位
- 第4回明治神宮外苑学生自転車クリテリウム大会 男子グループ2 1位

2012年、福島晋一率いる、ボンシャンス飯田に加入。
- JBCFしもふさクリテリウムP1 10位
- JBCF 白浜クリテリウムP1 14位
- JBCF 知多半島・美浜クリテリウムP1 10位

2013年、宇都宮ブリッツェンに移籍。
- JBCF群馬CSCロードレースP1 10位
- 9月22日 JPT第13戦 JBCF経済産業大臣旗ロードチャンピオンシップ 12位[6]
- 石川ロード 4位[7]

2014年、那須ブラーゼンに移籍。
- JBCF 宇都宮クリテリウム 7位[7]
- 2014年シーズンで現役引退[8]

2015年より2017年まで、宇都宮市内の自転車販売店に勤務した。